# Mamiya (azienda)
La Mamiya (per esteso, Mamiya Digital Imaging Co., Ltd., in giapponese マミヤ・デジタル・イメージングー株式会社, in inglese Mamiya Dejitaru Imejingu Kabushiki-gaisha) è un'azienda fotografica giapponese, fondata nel 1940 a Tokyo, che produce fotocamere e altri strumenti ottici di qualità elevata.

## Storia

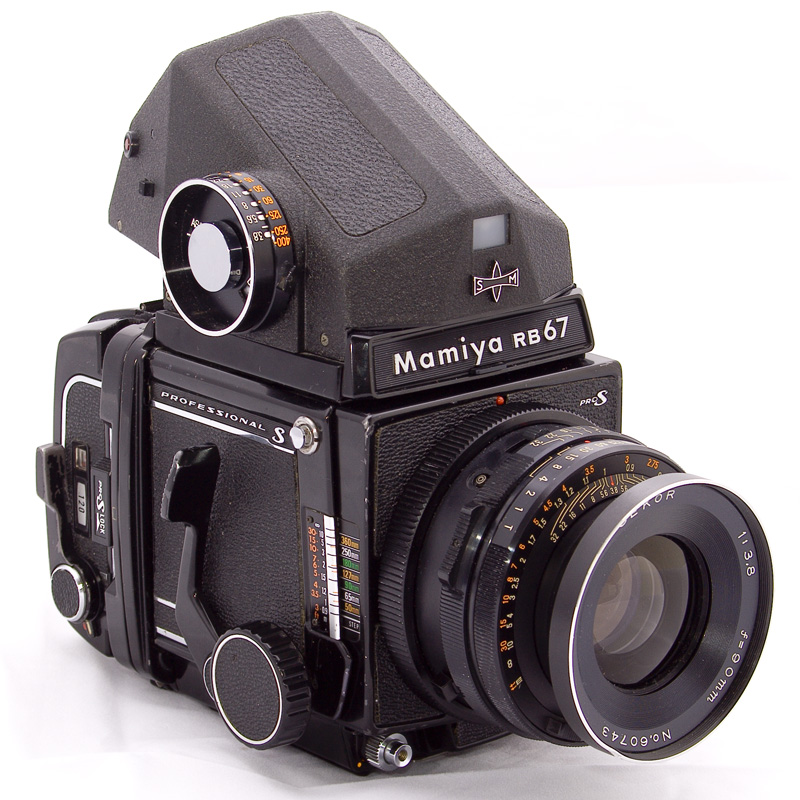
Mamiya RB 67

La società è stata fondata nel 1940 a Tokyo dal designer di macchine fotografiche Seichi Mamiya (間宮精一) e dal banchiere Tsunejiro Sugawara. Ha sede nella capitale giapponese, e con due impianti produttivi dà lavoro a 200 dipendenti.
Molti modelli Mamiya sono diventati, negl'ultimi sessant'anni, oggetti per collezionisti. Le prime medio formato a soffietto Mamiya-6, la 35mm Mamiya-Sekor 1000DTL, la 35mm Mamiya NC1000, la serie C di lenti intercambiabili per macchine TLR e le macchine della serie Super e Universal sono molto valutate. Mamiya ha anche prodotto gli ultimi modelli nella linea Omega delle macchine fotografiche a medio formato.

### Piccolo formato
Mamiya cominciò con la produzione di macchine fotografiche per la pellicola 35mm nel 1949. L'eccellente serie Mamiya 35 di macchine a telemetro fu seguita nel 1961 dalla Mamiya Prismat SLR e, nella seconda metà degli anni sessanta, dalla Mamiya TL/DTL. Altri modelli di macchine SLR per pellicola 35mm prodotte da Mamiya sono la SX, la XTL e la NC1000. La serie Z fu una delle ultime progettate per le SLR con pellicola in piccolo formato. Il modello originale ZE era una macchina a priorità di diaframma (A o Av); la ZE-2 aggiunse l'esposizione manuale (M); la ZE-X infine aggiunse la priorità di tempo (S o Tv), la modalità automatico (AUTO), e, con un flash adatto e un obbiettivo della serie EF, la priorità di messa a fuoco sull'esposizione del flash. In questi modelli la ghiera di impostazione del diaframma non era direttamente collegata alla sua parte fisica, gli obbiettivi potevano infatti comunicare con il corpo macchina, attraverso contatti elettronici, una buona quantità di informazioni.
La Mamiya ZM, presentata nel 1982, era essenzialmente un miglioramento della versione ZE-2 con qualche caratteristica della ZE-X. Questa fu l'ultima macchina in piccolo formato prodotta da Mamiya. La macchina ha una priorità di diaframma che controlla in automatico il tempo basandosi sulla lettura TTL a media ponderata, la velocità automatica dell'otturatore va da 4 secondi a 1/1000 e, in manuale, da 2 secondi a 1/1000. Segnali audio e video segnalano la sotto/sovraesposizione, l'imminente mancanza di batteria o l'eccessiva oscillazione della macchina.
Nel 1984 Osawa, uno dei principali distributori di Mamiya, cadde in bancarotta e, subito dopo, Mamiya abbandono la produzione di macchine fotografiche 35mm per concentrarsi sul mercato delle medio formato.

### Medio formato
Nel 1970 Mamiya introduce nel mercato la RB67, una SLR (single lens reflex) professionale con formato 6x7cm. La RB67, un'ingombrante medio formato con incorporato nel corpo macchina un soffietto close-up, fu un'innovazione ed un successo. Prima di questa macchina i medio formato utilizzavano un formato 6x6, il quale non richiedeva alla macchina di essere ruotata per le fotografie orientate in verticale, un problema con macchine molto grosse e ingombranti montate su cavalletto. La RB67 presentava invece un dorso rotante, con la possibilità di fotografare sia in verticale che in orizzontale (landscape e portrait) senza dover ruotare l'intera macchina fotografica. La RB67 diventò presto una macchina largamente diffusa negli studi di fotografi professionisti.
La RB67 fu seguita dalla più avanzata RZ67 nel 1982. Queste macchine fotografiche segnarono Mamiya fra le principali produttrici di macchine professionali medio formato, insieme con Hasselblad, Rollei, Bronica e Pentax.
Negli anni novanta, Mamiya presenta la Mamiya 6 e la Mamiya 7 (rispettivamente 6x6cm e 6x7cm); due fotocamere a telemetro compatte, stimate per l'altissima qualità dei loro obbiettivi. Già dal 1975 viene comunque prodotta una fotocamera dal formato di 4,5x6cm, è la M645 nelle sue varie evoluzioni 1000s e J. Viene successivamente introdotta nel mercato a partire dal 1985 fino al 1993 la Mamiya 645 Super che permetteva una maneggevolezza inusitata per una medio formato (in quanto dotata di un innovativo corpo in robusto ma leggero policarbonato) coniugata ad una grande qualità di immagine generale dovuta ad un formato notevolmente superiore in quanto praticamente triplo rispetto alle potenziali competitor da 35mm. La duttilità del prodotto e degli accessori a corredo tra cui spiccavano una ergonomica impugnatura motorizzata ed un mirino pentaprismatico dotato di esposimetro a lettura media, con compensazione centrale e spot la rendono un prodotto appetibile sia agli utenti appassionati delle "piccole" 35mm che cercano un prodotto dalla qualità finale d'immagine superiore, sia ai professionisti che desiderano un prodotto più maneggevole rispetto alle più ingombranti 6x6cm e 6x7cm che non sacrifichi comunque la qualità dello scatto. Il rapporto tra i lati 4:3 porta inoltre notevoli vantaggi per la composizione che non risulta né staticizzata in un formato quadrato né troppo dinamica in un rettangolo più stretto, rivelandosi quindi ideale per ogni tipo di ripresa.  La seguente 645 Pro (1993) e la Pro TL (1997), accetteranno dorsi digitali anche di terze parti successivamente progettati e fabbricati, rappresentando interessanti prodotti ibridi non concepiti originariamente per questo scopo e letteralmente a cavallo tra due mondi. Storia a parte la 645E entry level dal dorso fisso, prodotta nel 2000 a cui è precluso fisiologicamente tale procedimento.

### Prodotti digitali
Mamiya introdusse la Mamiya ZD, una macchina fotografica medio formato compatta, nel 2004. Piuttosto che utilizzare un dorso digitale, la macchina venne costruita in un unico pezzo, più simile ad fotocamera 35mm. Questa macchina fotografica utilizza le lenti Mamiya 645AF e ha una risoluzione di 22 megapixel. Nello stesso tempo Mamiya annunciava un dorso ZD con le stesse caratteristiche che però sarebbe stato compatibile con i corpi macchina Mamiya 645AFDII e AFDIII. Il dorso ZD ebbe un ritardo di produzione e, quando venne messo in commercio, risultò già obsoleto.
Nel 2009 fu messo in commercio il dorso digitale Mamiya serie M (M18, M22 e M31); il dorso ha un sensore CCDs con un numero molto elevato di pixel ed è compatibile con la gamma Mamiya 645AFD e, attraverso uno speciale adattatore, con le serie RZ e RB. Alla fine del 2009 Mamiya mise in commercio la Mamiya 645DF, l'ultima, e solo digitale, versione della famosa serie AF con formato 6x4,5. Questa macchina ha molte nuove qualità, come l'AF con gestione di priorità fra velocità e precisione e l'assenza del ritardo dell'otturatore; è infine compatibile con la gamma di nuove lenti "Leaf Shutter" (obbiettivi Mamiya Sekor AF 80mm, 55mm e 110mm D). Con questi obbiettivi montati sulla macchina, è possibile raggiungere una velocità di sincronizzazione del flash superiore a 1/1600 di secondo. Il 2010 ha visto il lancio di tre Mamiya DM System: DM33 System, corpo macchina 645DF e dorso digitale da 33 megapixel; DM28 System, corpo macchina 645AF III e dorso digitale da 28 megapixel; e DM22 System, corpo macchina 645AF III e dorso digitale da 22 megapixel. Furono anche lanciati il nuovo logo e la nuova webpage.

## Mamiya America Corporation
Negli Stati Uniti, il marchio commerciale "Mamiya" non appartiene all'azienda originale giapponese ma ad una entità totalmente separata chiamata Mamiya America Corporation,(M.A.C.); infatti, tutti i prodotti che mostrano il nome "Mamiya" sono controllati da loro. Se compariamo un prodotto con lo stesso venduto fuori dagli Stati Uniti, la M.A.C. risulta in una ascesa consistente nella gestione dei prezzi per la vendita al dettaglio. M.A.C. possiede anche il marchio "Sekonic".